# Secamone glaberrima
Secamone glaberrima är en oleanderväxtart som beskrevs av Karl Moritz Schumann. Secamone glaberrima ingår i släktet Secamone och familjen oleanderväxter. Inga underarter finns listade i Catalogue of Life.